# Achille Grassi
Achille Grassi (né à Bologne dans les États pontificaux,  le 16 février 1456 et mort le 22 novembre 1523 à Rome) est un cardinal italien du XVIe siècle. Il est le grand-oncle du cardinal Carlo Grassi.

## Biographie
Achille Grassi étudie à l'université de Bologne. Il est abbé commendatario de  S. Maria di Montearmato et de 
 S. Maria in Strada, près de  Bologna, archiprêtre de S. Giovanni Evangelista di Pastrino, recteur de  S. Clemente di San Giovanni in Persiceto  et chanoine à Bologne. Il va à Rome et est nommé auditeur à la Rote romaine en 1491. Grassi est référendaire du Saint-Père et il a 4 enfants illégitimes. En 1506 il est nommé évêque de  Città di Castello. Grassi exerce plusieurs missions diplomatiques pour le pape et est nommé nonce en Suisse en 1509.
Il est créé cardinal par le pape Jules II lors du consistoire du 10 mars 1511. Le cardinal Grassi est transféré au diocèse de Bologne en 1511 et est consacré le 13 février de la même année par le pape Jules II. Il est légat extraordinaire en Angleterre en 1514. En 1517-1518 il est camerlingue du Sacré Collège. En 1521 il est nommé encore évêque de Pomesania.
Il  participe aux conclave de 1513 (élection de Léon X), de 1521-1522 (élection d'Adrien VI) et de 1523 (élection de Clément VII). Il meurt trois jours après ce dernier conclave.

## Succession apostolique
Achille Grassi a ordonné les évêques suivants :
- Évêque Heinrich Negelin (de) (1507)
- Évêque Paris de Grassis (1513)